# Daphnis hypothous
Daphnis hypothous là một loài bướm đêm thuộc họ Sphingidae. Nó sống ở Đông Nam Á.

## miêu tả

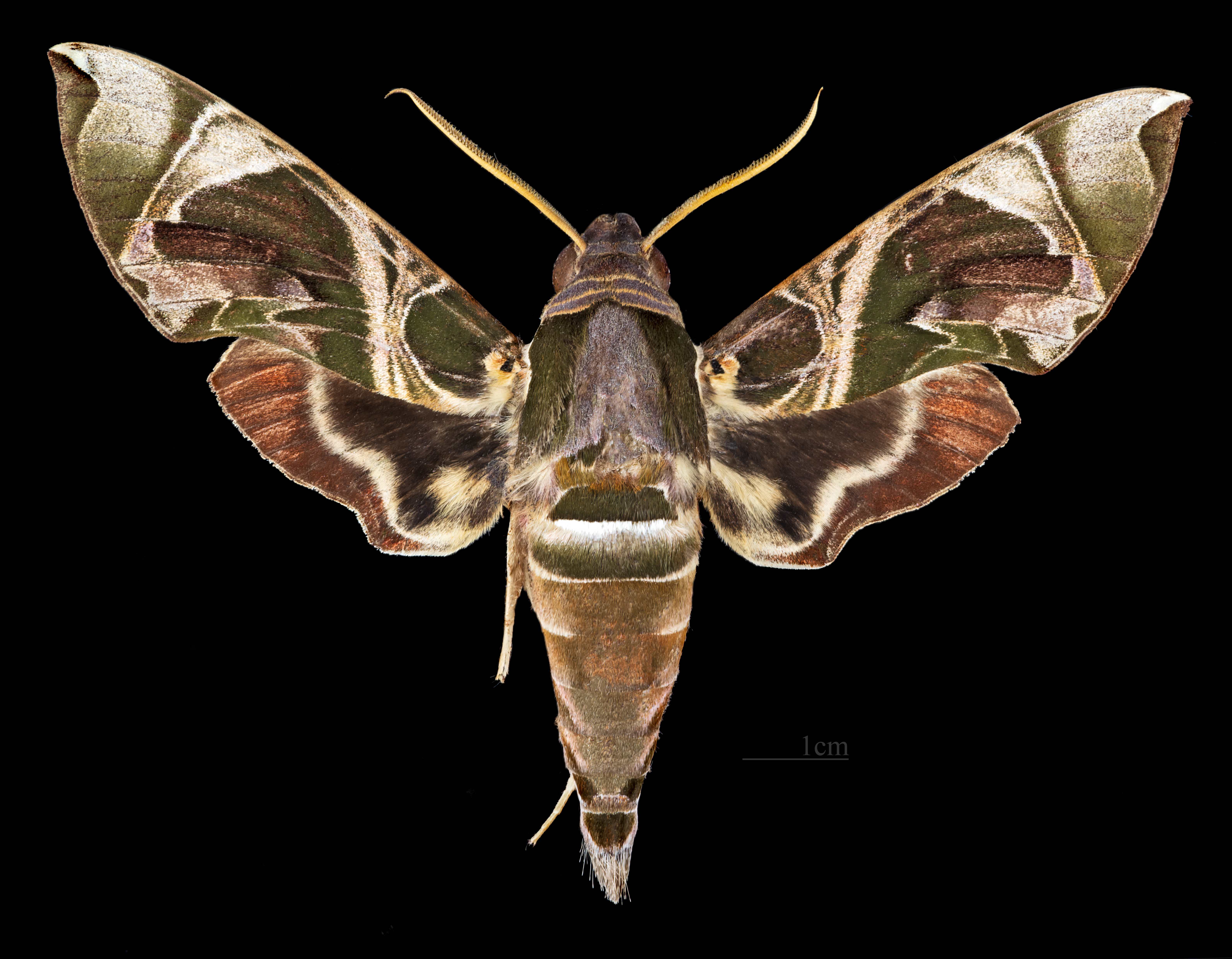
Daphnis hypothous hypothous ♂
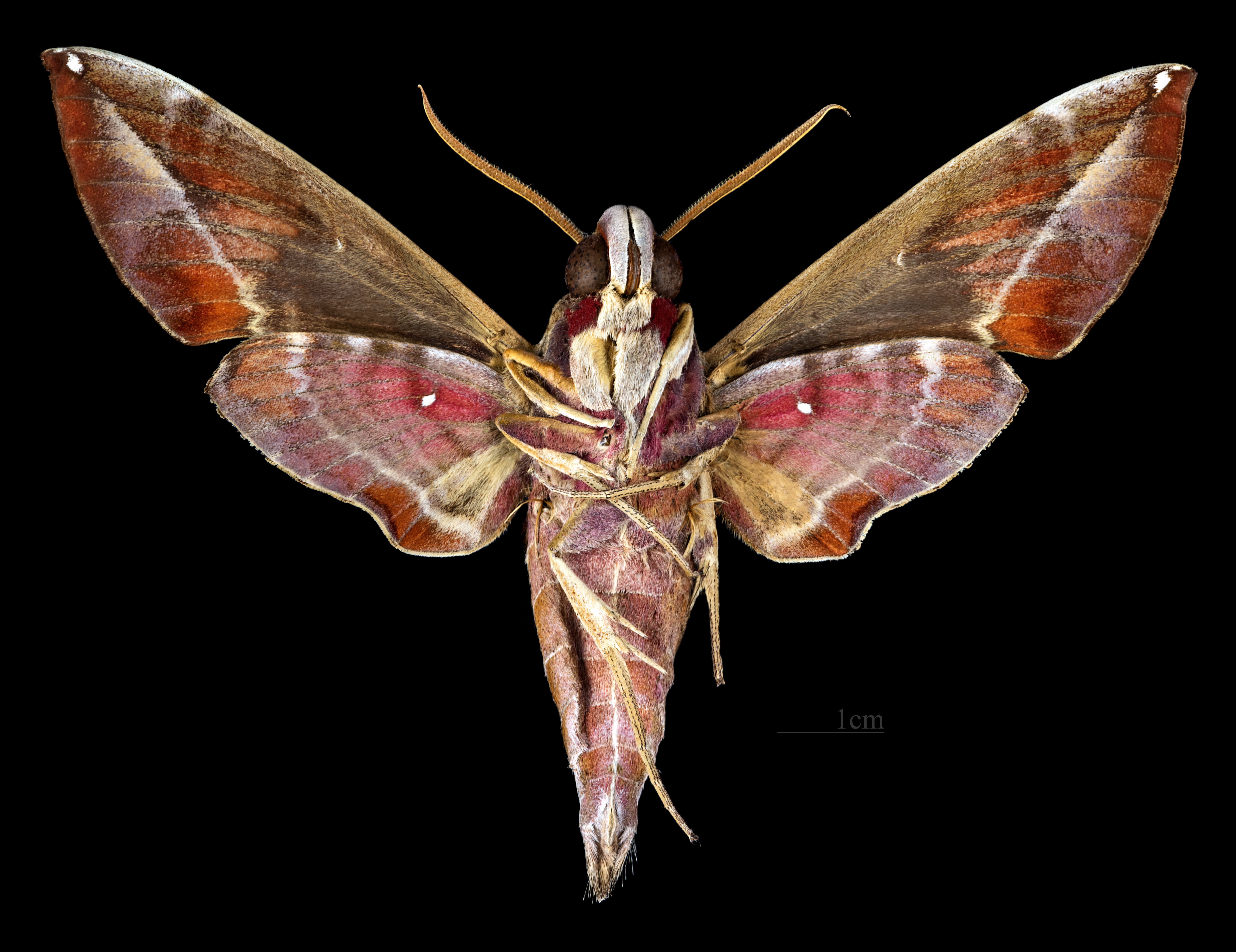
Daphnis hypothous hypothous ♂  △
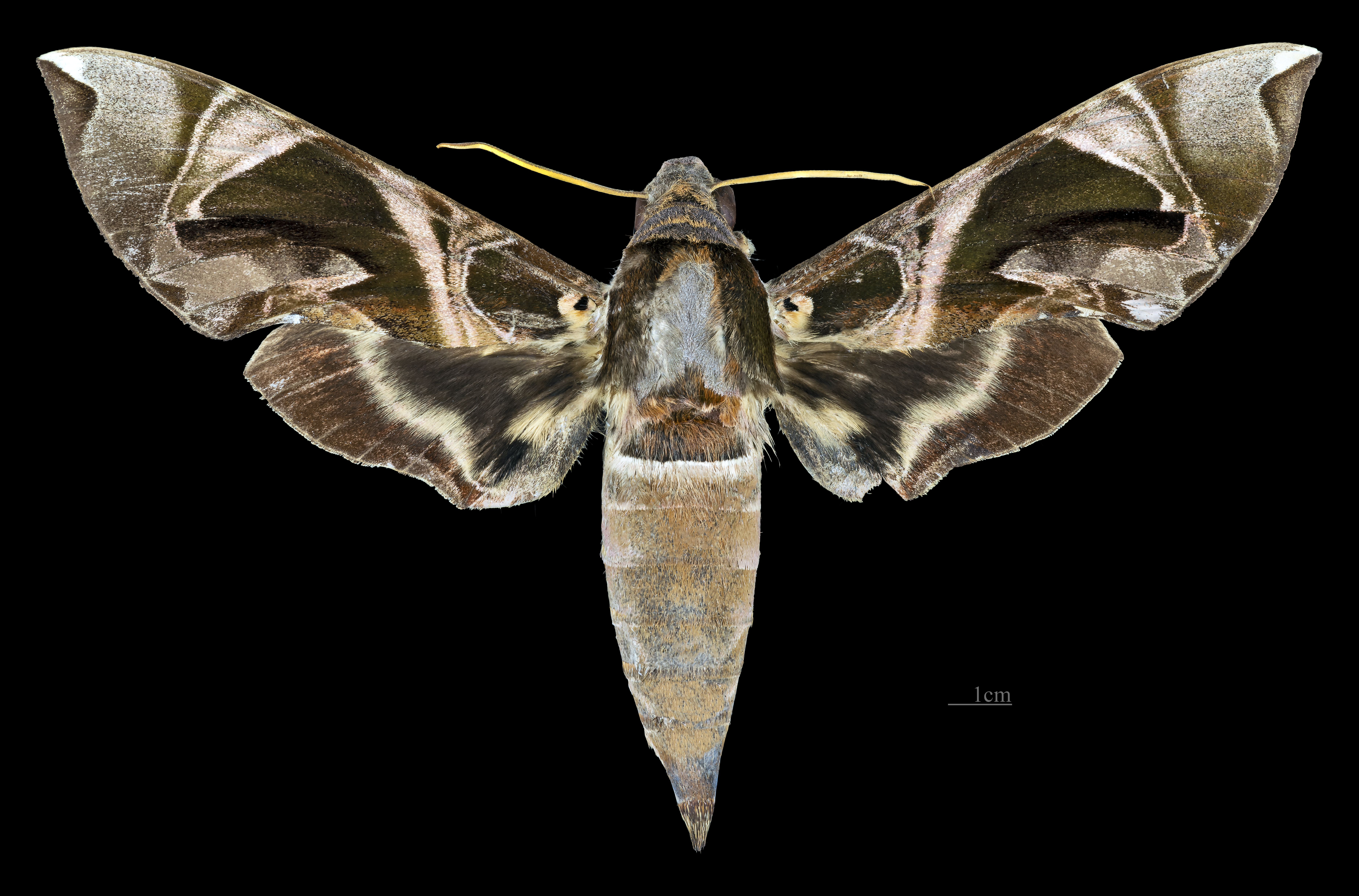
Daphnis hypothous hypothous ♀
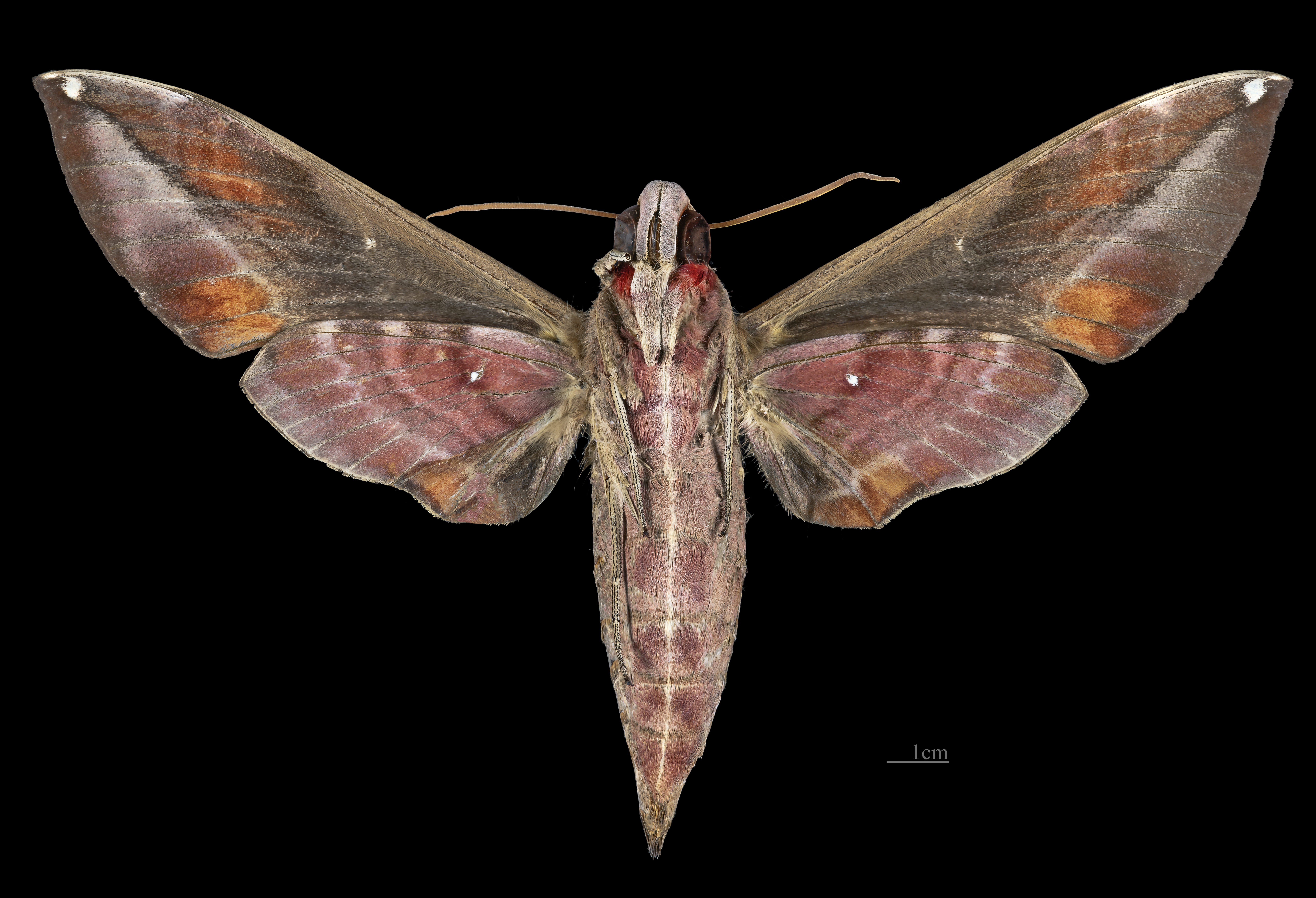
Daphnis hypothous hypothous ♀ △

## Hình ảnh

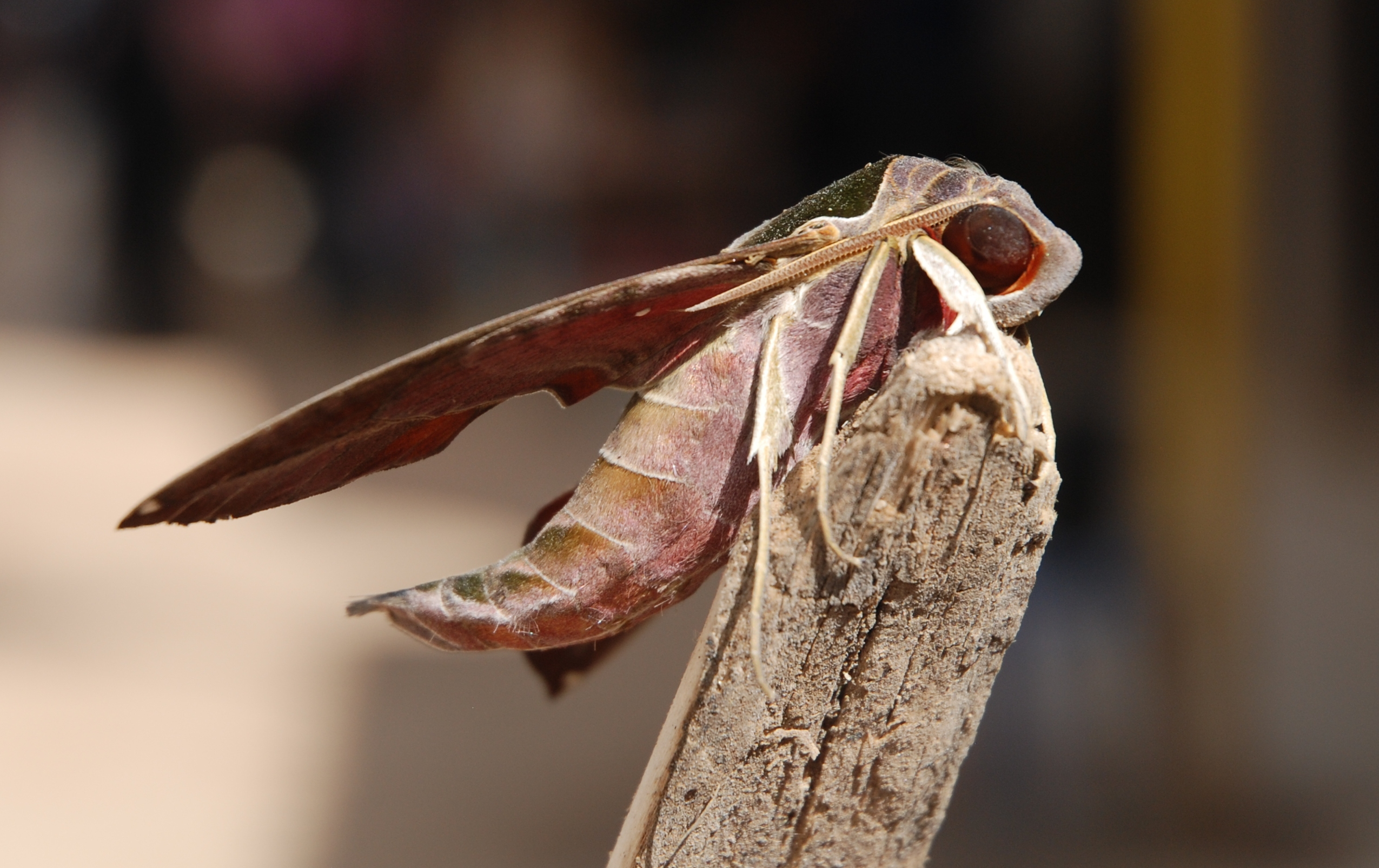
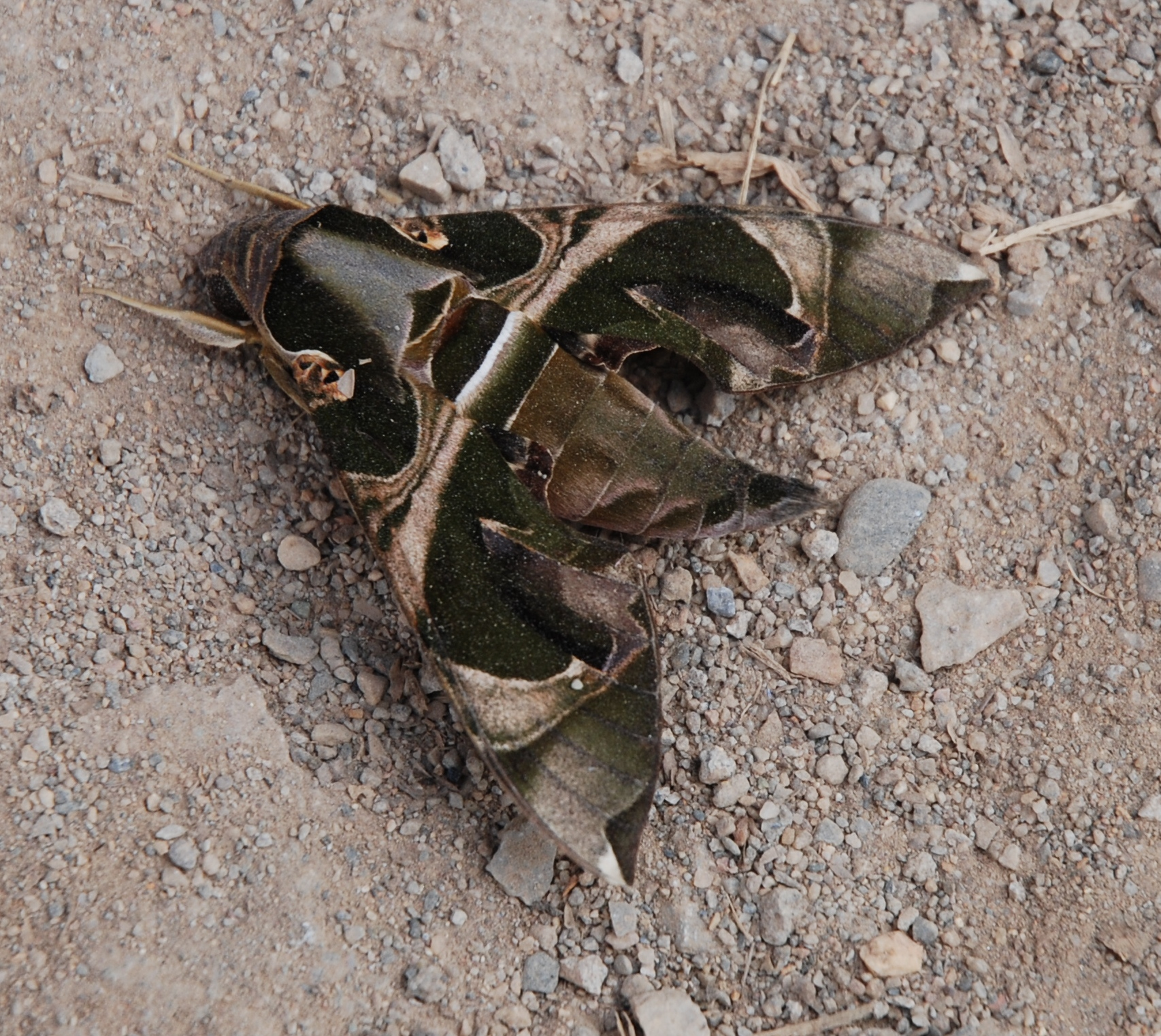
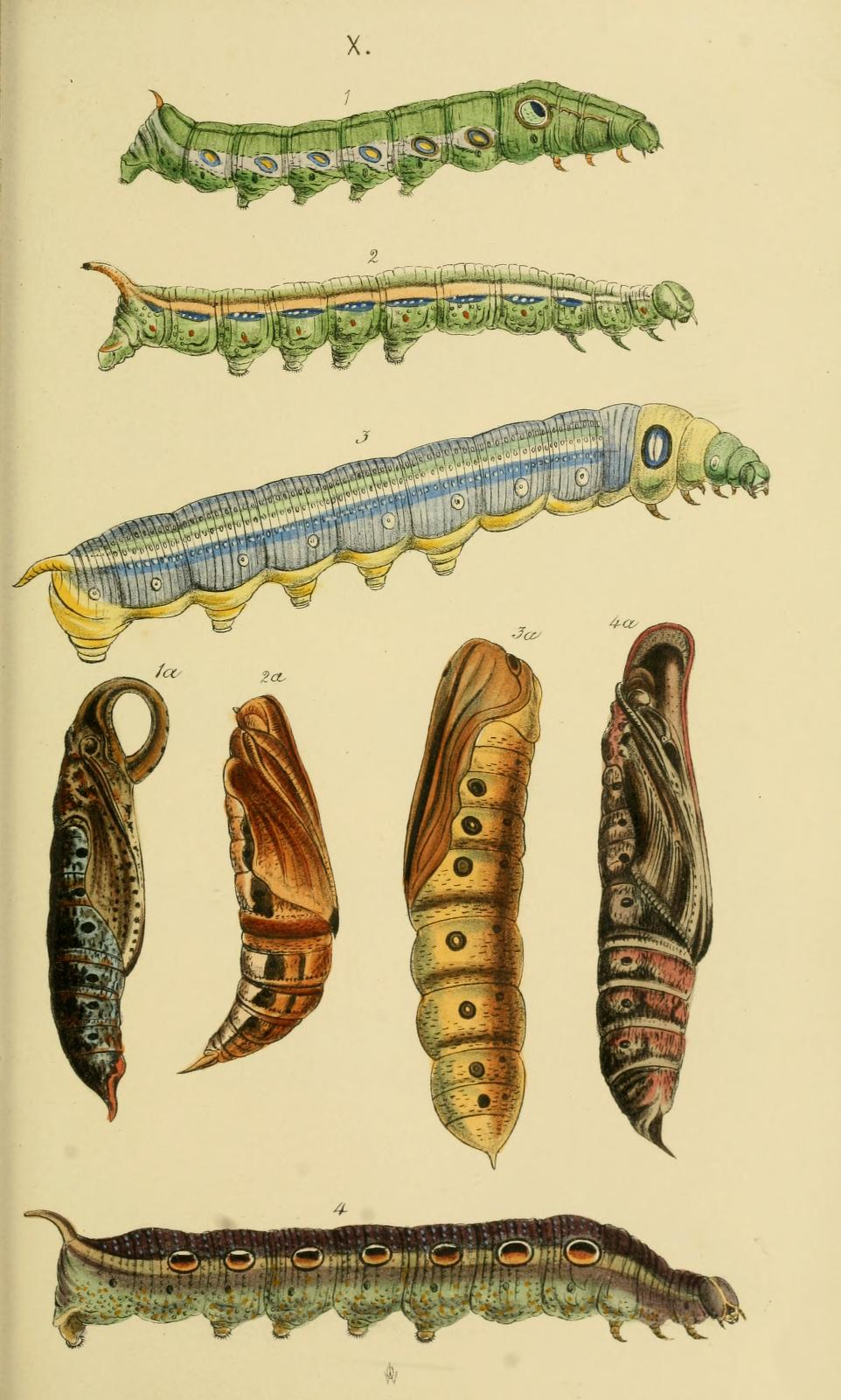
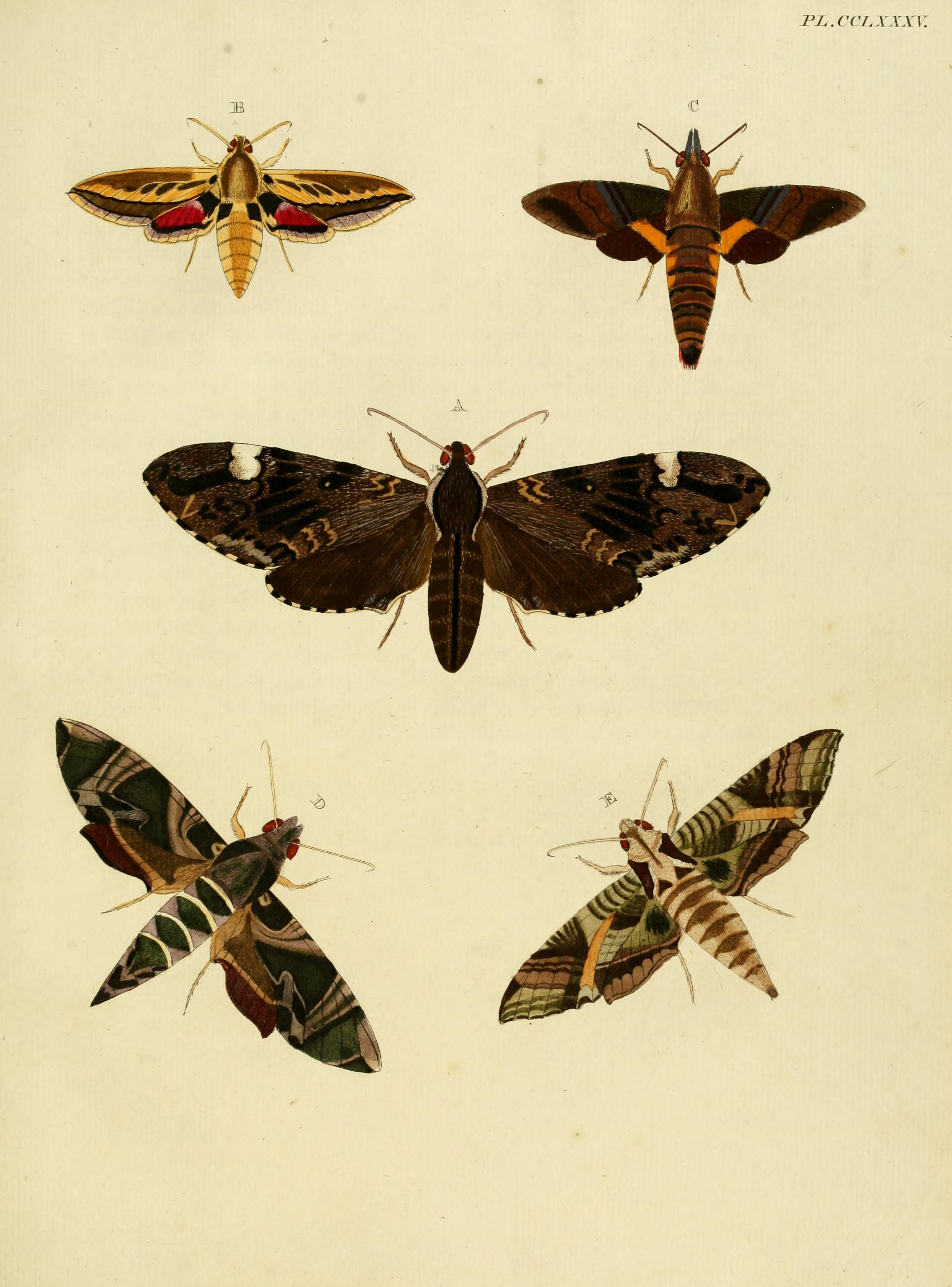

## Related species
- Daphnis nerii